# Eierkarton

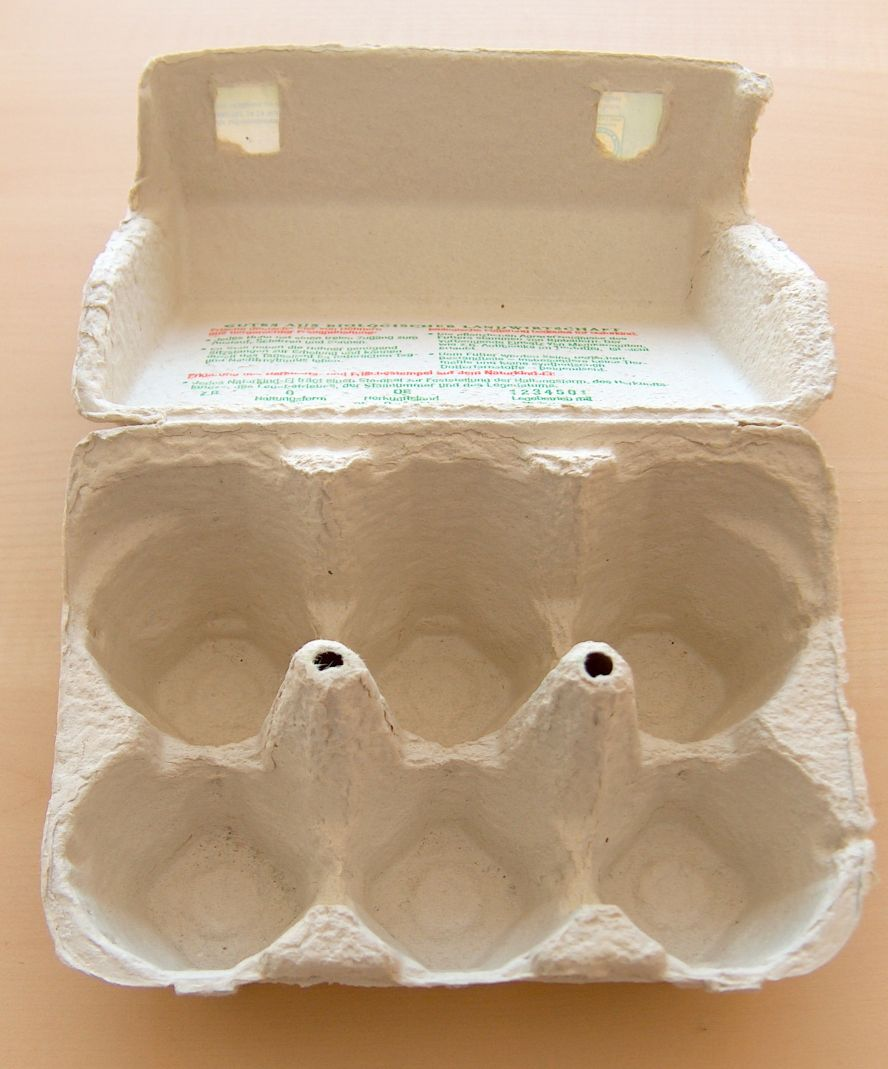
Eierkarton für sechs Hühnereier

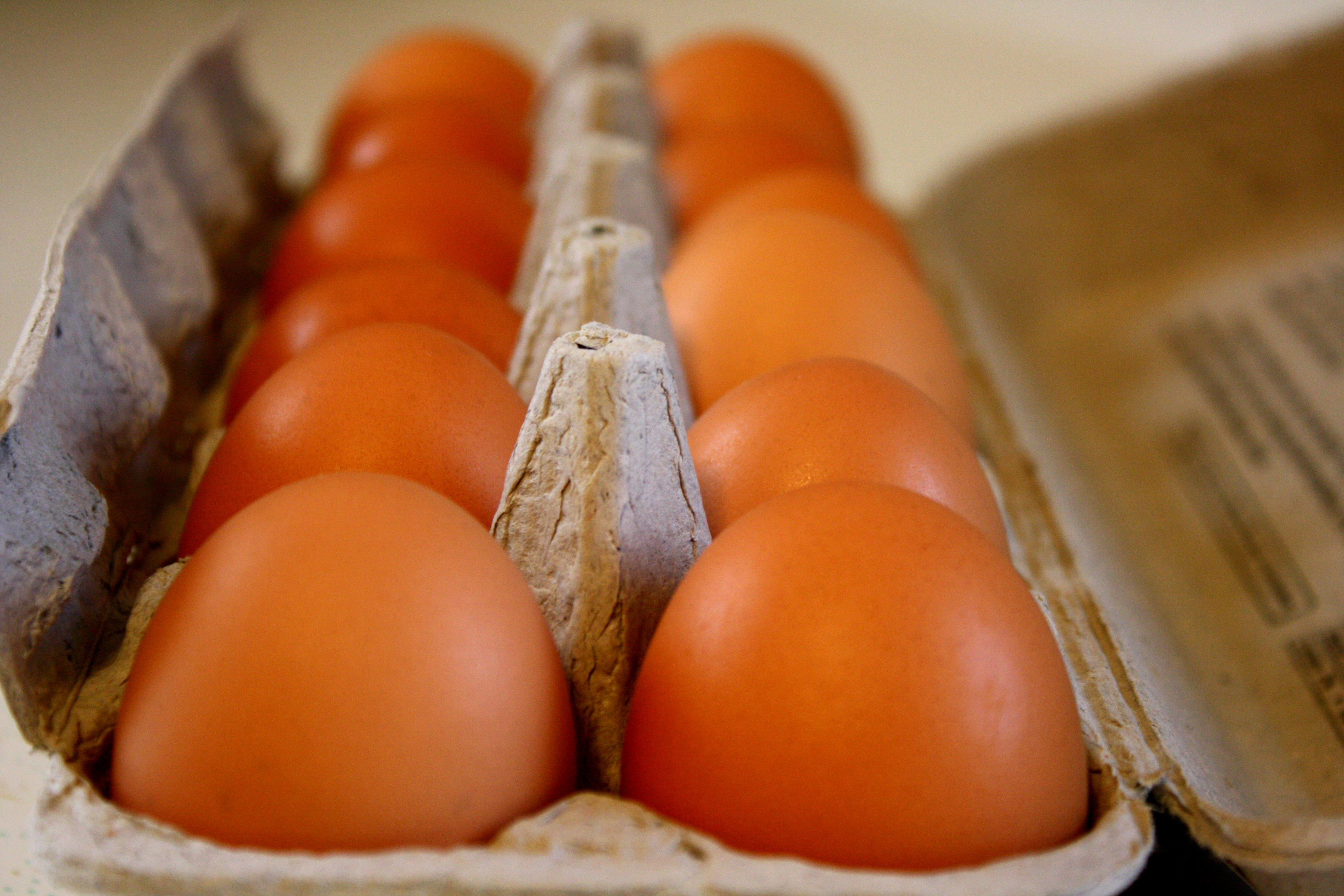
Eierkarton für das klassische Dutzend Hühnereier

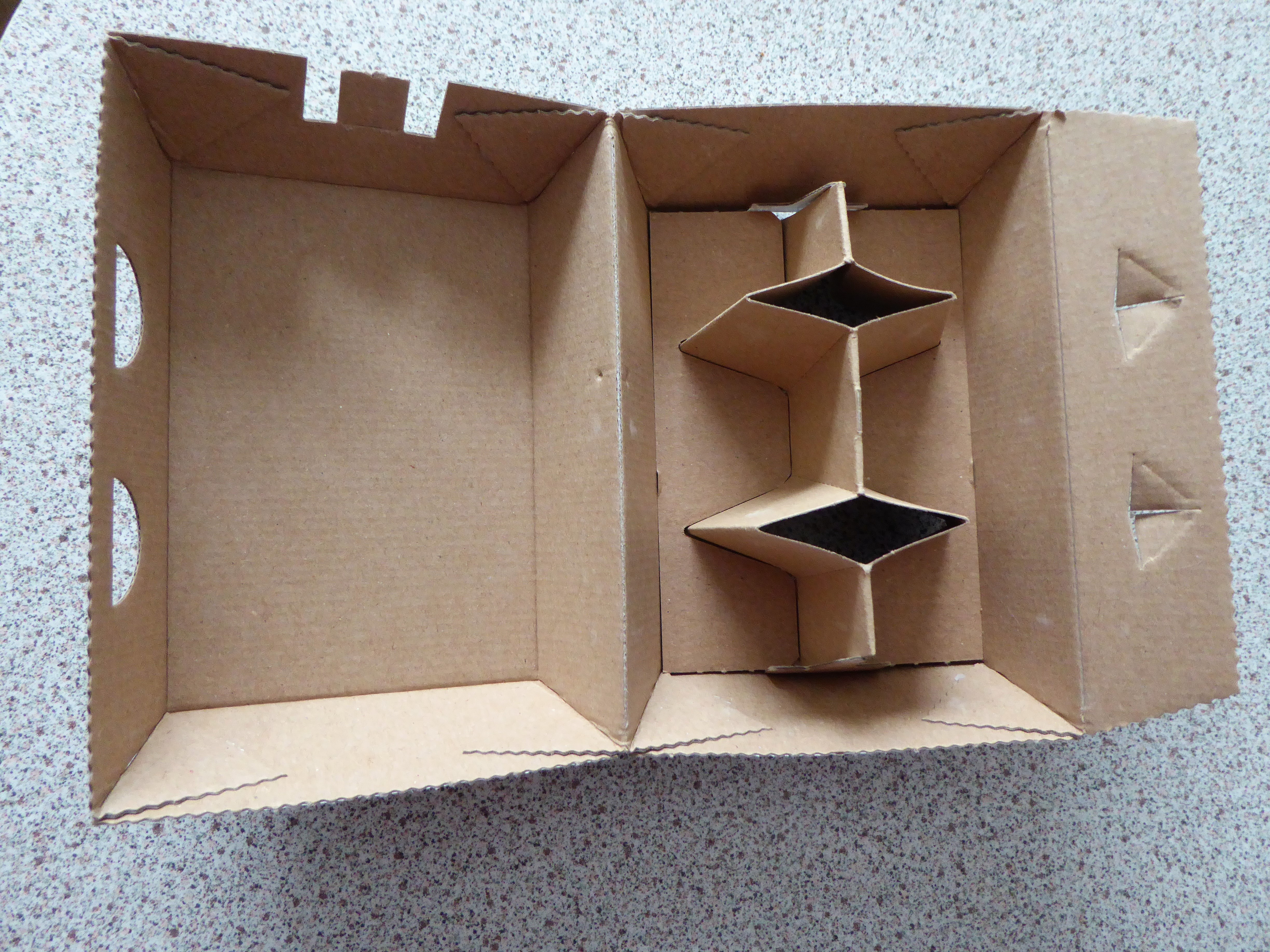
Eggbox für sechs Hühnereier

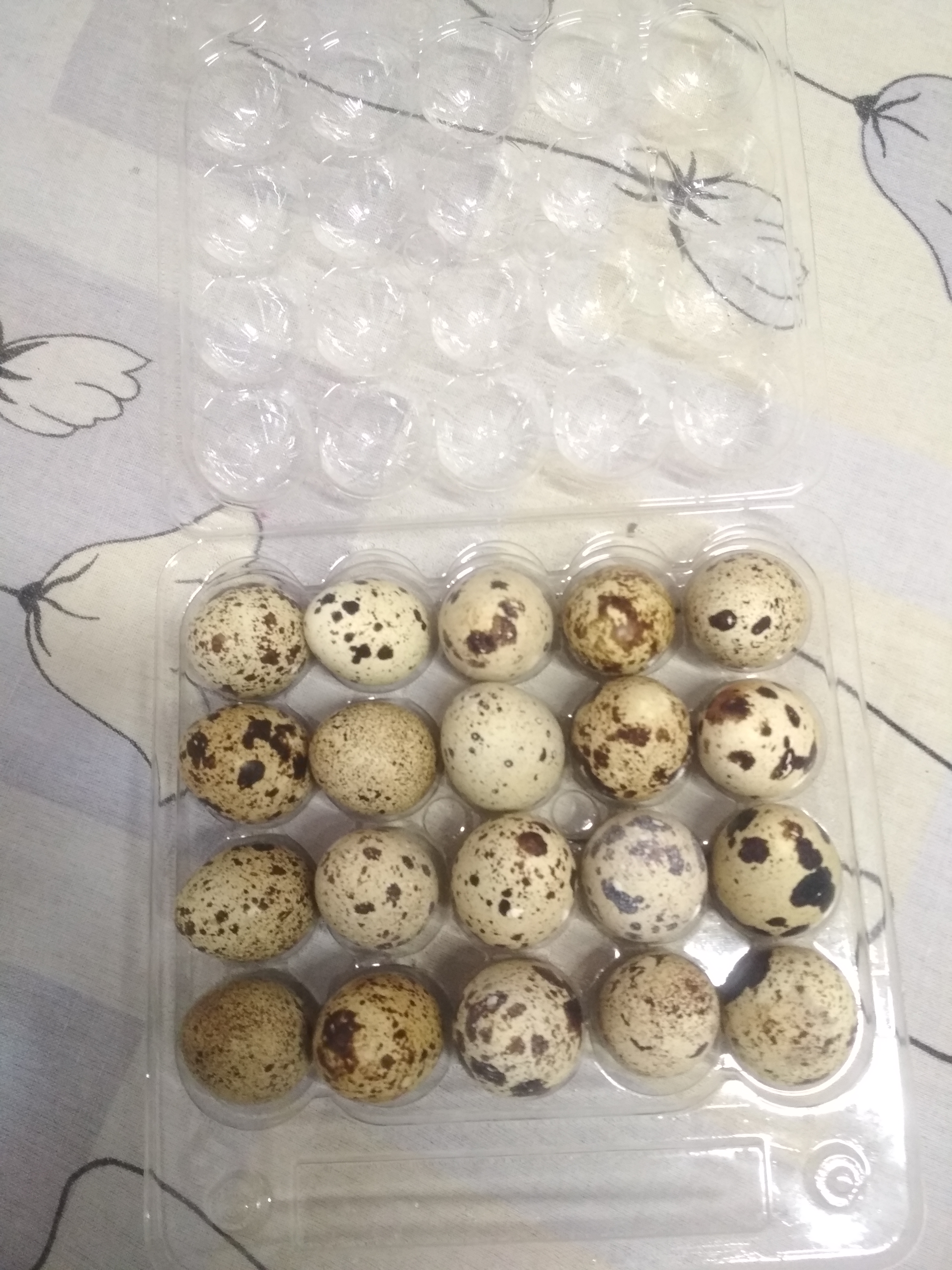
Eierschachtel für zwanzig Wachteleier

Als Eierkarton oder auch Eierschachtel bezeichnet man ein Behältnis zum Transport und zur Lagerung von Eiern. Als Material dient zumeist Pappe oder Hartschaum (Polystyrol).

## Formen

### Klappform
Der Eierkarton in Klappform mit Deckel und Boden wird zumeist in Supermärkten als Verpackungsmittel genutzt. Diese Kartons gibt es in verschiedenen Größen, zum Beispiel zur Aufnahme von sechs oder zehn Eiern.
Ein klassischer Eierkarton besteht aus einem Unterteil, das so beschaffen ist, dass die Eier einzeln in vorgeformten, becherförmigen Vertiefungen ruhen, ohne dass sie sich gegenseitig berühren.
Als Oberteil dient ein glatter, mittels eines Filmscharniers mit dem Unterteil verbundener Deckel, der mit Hilfe von Laschen verschließbar ist. Im Massenverkauf wird der Karton teilweise noch durch einen Aufkleber gesichert bzw. als originalverpackt versiegelt. Es finden sich weiterhin diverse Dekors und Aufdrucke zur Kassen- und Kundeninformation. Die Kartons sind meistens glatt und haben eine bräunliche oder grünliche Einfärbung.
Hiervon leiten sich Sonderformen aus durchsichtigem Kunststoff (meistens PS oder PET) ab, also sogenannte Blister-Packungen, die meistens für den Verkauf von bereits eingefärbten Ostereiern genutzt werden. Hierbei erfolgt die Verbindung von Deckel und Boden neben dem Scharnier noch durch etwa 6 mm große Noppen und Muldenpaare, die ineinander einrasten, oder auch durch Verschweißung.
Durch ihre besondere Form erhalten diese Kartons eine hohe Festigkeit. Damit ist es möglich, bis zu 20 beladene Lagen übereinander zu stapeln, ohne dass die unteren Packungen zerdrückt und deren Inhalte beschädigt werden.
Daneben gibt es seit 2013 als Eierverpackung die aus Wellpappe gefertigte Eggbox.

### Plattenform
Für größere Haushalte und die Gastronomie kommen palettenartige Kartonagen mit einer Seitenlänge von etwa 30 cm zum Einsatz. Darin finden jeweils etwa 30 Eier Platz. Diese Form findet sich unter anderem im Einsatz bei Hühnerfarmen, die Direktvertrieb per Verkaufsfahrzeug praktizieren.
Diese Kartons weisen eine gleichförmige Anordnung von Pyramiden auf, die eine relativ dichte Packung der Eier erlaubt und weiterhin der Fläche die nötige Stabilität gibt. Griffmuldenähnliche Marken finden sich auf zwei gegenüberliegenden Seiten. Die Form an sich ist in sich selbst stapelbar und durch Verdrehung wiederum in beladenem Zustand palettenartig stapelbar. Für den Transport in Kombis lassen sich problemlos Höhen über einem Meter erreichen. Diese Kartons sind meistens nur auf der Nutzseite glatt und sind in einfachem grau, wie diverse Zeitungspapiere, gehalten. Platz für Werbung oder ähnliches ist meistens nicht vorhanden.
Eine gewisse Vorsicht beim Umgang ist grundsätzlich erforderlich, da die Ware der obersten Lage weitgehend offenliegt. Andererseits ist eine Beschädigung meistens schnell erkennbar. Wird eine einzelne Lage von Hand transportiert, sollte die gesamte Fläche gestützt werden, da ein Durchbiegen – z. B. durch plötzlichen Ruck oder Materialschwäche – zum Absturz und damit zum Verlust der gesamten Lage führt.

## Lagerung und Wiederverwendung
Generell ist eine trockene Lagerung empfehlenswert, da der Karton sonst weich wird oder sich gar auflösen könnte.
Die Klappkartons der Supermärkte sind Einwegprodukte. Eine Rücklieferung an den Verpackungsbetrieb wird nicht praktiziert. Nach EU-Recht dürfen Eierverpackungen gewerblich nicht zweimal verwendet werden, da sie sonst eine Übertragung von Salmonellen auslösen könnten. Diese Verordnung gilt jedoch nicht für den häuslichen privaten Gebrauch und die direkte Abgabe kleinerer Mengen durch den Erzeuger direkt an den Endverbraucher. Papiereierkartons aus Pappe können mit anderen Altkartons recyclet werden, sie können aber auch kompostiert werden.

## Eierkartons zur Schalldämpfung
Eierkartons haben eine hohe Schallabsorption und wurden zur behelfsmäßigen Schalldämpfung der vorhandenen Raumakustik wie zum Beispiel in Übungsräumen von Amateur-Musikern oder auf Schießständen eingesetzt und eher irrtümlich zur Schalldämmung zur Nachbarschaft. Gegenüber dieser zweifelhaften Methode gibt es heute leistungsfähige und preisgünstige Lösungen, die Vorteile in Bezug auf Brandschutz zeigen.

## Eierkartons in der Mathematik
Zur Behandlung der Rechenschwäche wird insbesondere der zehn Eier fassende Eierkarton als Hilfsmittel zur Einübung von strukturierten Mengenvorstellungen eingesetzt.